# Willy Mckey
Willy Joseph Madrid Lira (Caracas, Venezuela; 11 de septiembre de 1980-Buenos Aires, Argentina; 29 de abril de 2021) conocido por su alias Willy Mckey, fue un poeta y escritor venezolano. A lo largo de su carrera obtuvo varios reconocimientos, incluido el de Fundarte y el premio de poesía joven Rafael Cadenas. En 2021 fue denunciado por abuso sexual, acusaciones que Mckey reconoció, y el Ministerio Público de Venezuela abrió un proceso judicial contra él. Posteriormente se suicidó.

## Biografía

### Carrera profesional
Willy nació en el sector de Catia, al oeste de Caracas, hijo de una maestra y de un operador del metro de Caracas, nieto del dirigente político José Lira. Al graduarse del bachillerato estuvo unos meses internado un seminario católico probando su vocación religiosa, al desistir decidió estudiar la licenciatura en letras de la Universidad Central de Venezuela, donde se graduó en 2007.
En 2008, fue galardonado con el Premio Fundarte por el premio Vocado de orfandad. En el 2016, el jurado de la primera edición del Concurso Nacional de Poesía Joven Rafael Cadenas, conformado por los poetas Yolanda Pantin, Alejandro Castro y Ricardo Ramírez Requena, le concedió el primer lugar a su poema "Canto 14", sobre la Tragedia de Amuay. También fue coeditor y colaborador en Prodavinci; junto con Santiago Acosta, fue coeditor del proyecto hemerográfico El Salmón, que fue galardonado con el Premio Nacional del Libro en 2010, y en cuyos años colaboró en Papel Literario del periódico El Nacional. En 2014 participó en el proyecto colectivo Nuestra Señora del Jabillo, que mezcló poesía con música. Fue incluido en libro recopilatorio "Nuevo país de las letras" compilado por Antonio López Ortega, donde fue catalogado entre los 34 mejores escritores venezolanos de la generación nacida en los años ochenta. Mckey fue incluido como autor en la recopilación por PROVEA de poesía venezolana entre 1920 y 2018 "Contra la Represión".
En el año 2019 decide emigrar a Argentina, estableciéndose en la capital, Buenos Aires, donde residió hasta su muerte.

### Denuncias por acoso sexual y suicidio
En abril de 2021, se realizaron varias denuncias de abuso sexual en su contra. Mckey emitió un comunicado, reconociendo los señalamientos y anunciando que se retiraría de todos sus proyectos personales, incluyendo su colaboración en Prodavinci. El 28 de abril el Ministerio Público de Venezuela anunció que abrió una investigación contra Willy por las denuncias de abuso sexual, junto con los músicos Alejandro Sojo y Tony Maestracci. El 29 de abril la policía de Buenos Aires, Argentina, confirmó el suicidio de Mckey, quien se lanzó desde el piso nueve de un edificio.

## Obras
- Vocado de orfandad (2007) (poemario).
- El Salmón (2010) (coeditor).
- Paisajeno (2011) (poemario).